# チッタノーヴァ
チッタノーヴァ（イタリア語: Cittanova）は、イタリア共和国カラブリア州レッジョ・カラブリア県にある、人口約10,000人の基礎自治体（コムーネ）。

## 地理

### 位置・広がり

#### 隣接コムーネ
隣接するコムーネは以下の通り。
- アントニミーナ
- カーノロ
- チミナ
- ジェラーチェ
- メリクッコ
- モローキオ
- ポリステナ
- リッツィーコニ
- ロザルノ
- サン・ジョルジョ・モルジェート
- タウリアノーヴァ

## 行政

### 分離集落
チッタノーヴァには、以下の分離集落（フラツィオーネ）がある。
- Carbonara, Feudotti I, Feudotti II, Fiolli, Fontana di Piazza, San Pietro, Zomaro

## 姉妹都市
- イヴァンゴロド、ロシア
- カルタニッセッタ、イタリア
- ヴィモドローネ、イタリア